# مبارك عبد الله الجابر الصباح
الشيخ الفريق مبارك العبد الله الجابر الصباح (1934 - 1987) أول رئيس لهيئة الأركان العامة في الجيش الكويتي، وهو الابن الثالث للشيخ عبد الله الجابر الصباح من زوجته الشيخة منيرة أحمد الجابر الصباح.

## حياته العسكرية
انضم إلى الجيش الكويتي عام 1953 بعد تخرجه من أكاديمية ساندهيرست العسكرية الملكية في بريطانيا ، وشغل منصب نائب قائد الجيش الكويتي في رئاسة الشيخ عبد الله المبارك الصباح ثم شغل منصب رئيس هيئة الأركان العامة في مارس 1963م حتى عام 1980.

## حياته الاسرية
متزوج من الشيخة أنيسة عبد الله الأحمد الجابر الصباح ولديه من الأبناء :
- الشيخ سالم مبارك عبد الله الجابر الصباح
- الشيخ منصور مبارك عبد الله الجابر الصباح
- الشيخ نواف مبارك عبد الله الجابر الصباح
- الشيخة باسمة مبارك عبد الله الجابر الصباح
- الشيخة دينا مبارك عبد الله الجابر الصباح
- الشيخة أفراح مبارك عبد الله الجابر الصباح

## أماكن سميت باسمه
- كلية مبارك العبد الله للقيادة والأركان المشتركة[4]
- مركز الشيخ مبارك العبد الله الجابر الصباح لغسيل الكلى : افتتح في مارس عام 2015 بتكلفة 4 ملايين دينار كويتي تبرع بها ورثة الشيخ مبارك العبد الله الجابر الصباح . يقع المركز في منطقة الجابرية. [5]